# Maison de l'architecte Khomitch
La maison de l'architecte Khomitch (Дом архитектора С. В. Хомича) est une ancienne maison particulière située à Tomsk en Russie. Elle est inscrite au patrimoine architectural de la fédération de Russie comme exemple remarquable de l'architecte de bois de style Modern (nom donné à l'Art Nouveau en Russie). L'édifice a été construit en 1904 selon les plans de l'architecte Stanislav Khomitch; il se trouve dans la partie sud-ouest du centre historique de la ville, rue Belinski.

## Histoire

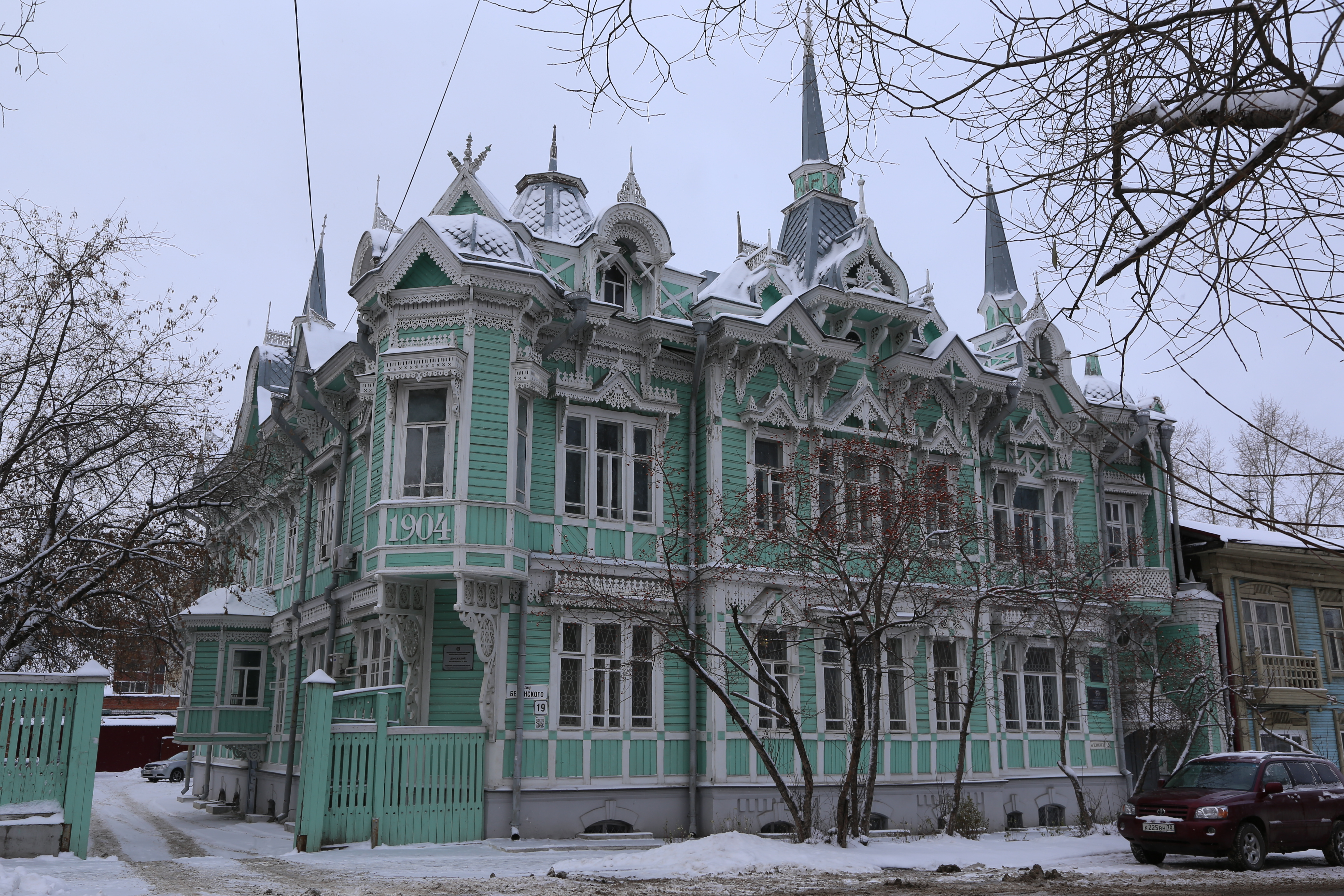
Vue en hiver.

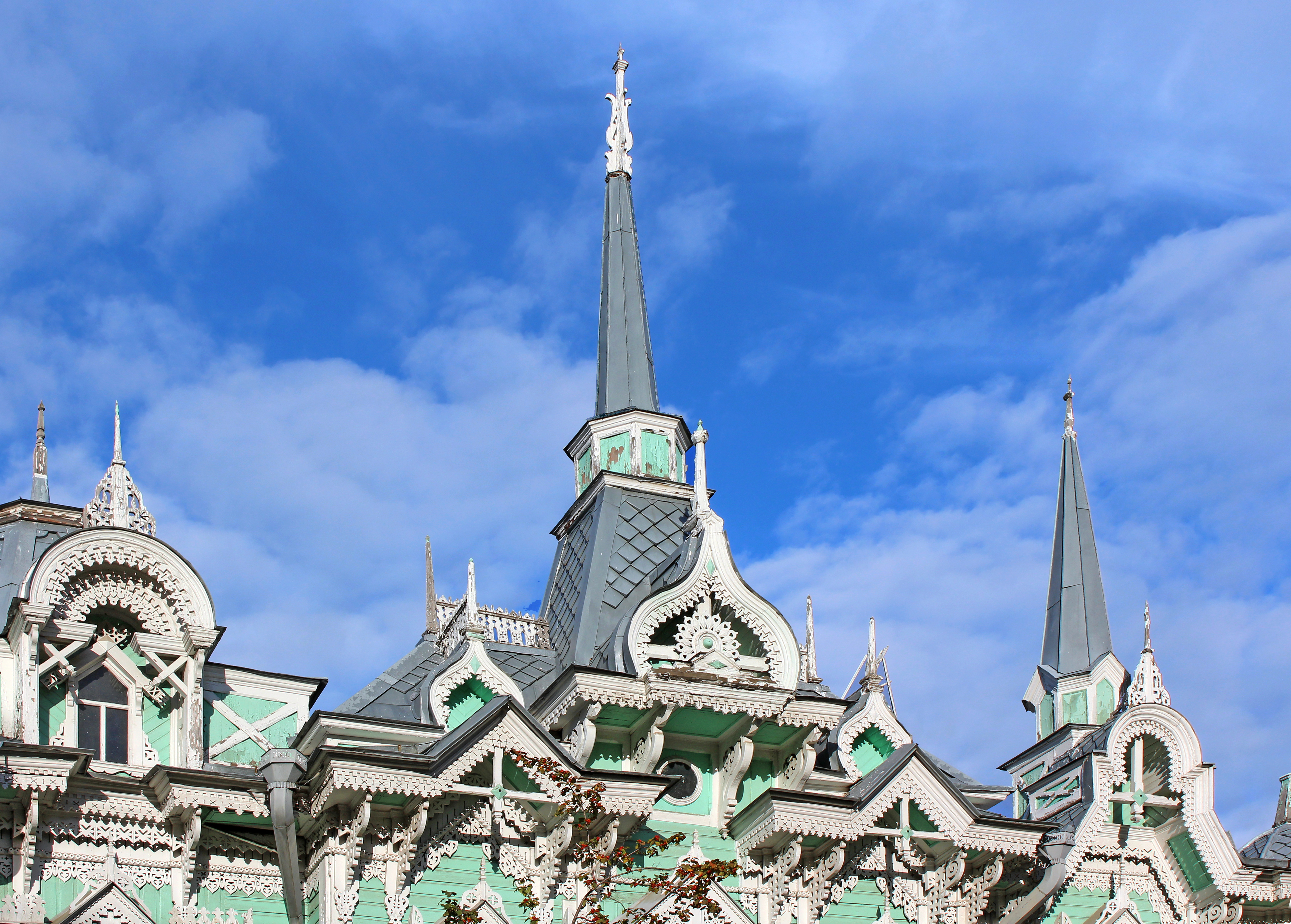
Détail de la toiture.

Cette demeure est construite par Stanislav Khomitch (Chomicz en polonais) pour y vivre avec sa famille. Il est arrivé à Tomsk vers 1890 et en 1891 il devient architecte de la ville nommé par le conseil municipal. Sa première commande est pour la prison. Cinq ans plus tard, il est nommé architecte du gouvernement de Tomsk; il travaille pour les autorités de la province et pour l'éparchie (diocèse chez les orthodoxes), et aussi pour une clientèle privée.
Le coût de la construction s'élève à cinquante mille roubles. Le terrain appartient à l'épouse de l'architecte (fille d'un conseiller d'État) et lui a été offert par ses parents en 1903. Étant donné que la demeure occupe une grande surface, une partie de l'édifice est louée comme appartements de location. En particulier, l'entrepreneur pour la construction du chemin de fer de Tomsk, F.L. Bondi, et l'architecte A.I. Langer, y louent un appartement. En 1914, Khomitch est accusé de corruption, en conséquence de quoi Khomitch donne sa démission et quitte la ville,.
L'hôtel particulier est nationalisé en 1923 et attribué au directeur d'une fabrique de saucissons; en 1924, l'édifice est attribué à l'école technique d'exploitation des chemins de fer de Tomsk et plus tard devient un foyer d'étudiants de l'université de Tomsk. Dans les années 1930, il est divisé en appartements pour les travailleurs du secteur médical, notamment le chirurgien Pokrychkine, le professeur Svatikova, ou l'assistant de l'institut de médecine Iakovlov. Ensuite la maison de l'enfance n° 3 s'y installe pendant de longues années et jusqu'en 1985 un clinique pédiatrique. L'édifice est inscrit au patrimoine architectural de niveau fédéral en 1974 par le conseil des ministres de la RSFSR.
Dans les années 1990, il est remis à la Chambre des licences par décision du gouverneur de la région de Tomsk avec obligation d'y effectuer des travaux de restauration, ce qui a lieu dans la décennie 1990-2000. Actuellement, le monument est occupé par la Chambre des licences de la région de Tomsk et le Centre de licences et de certification des activités médicales et pharmaceutiques.

## Architecture

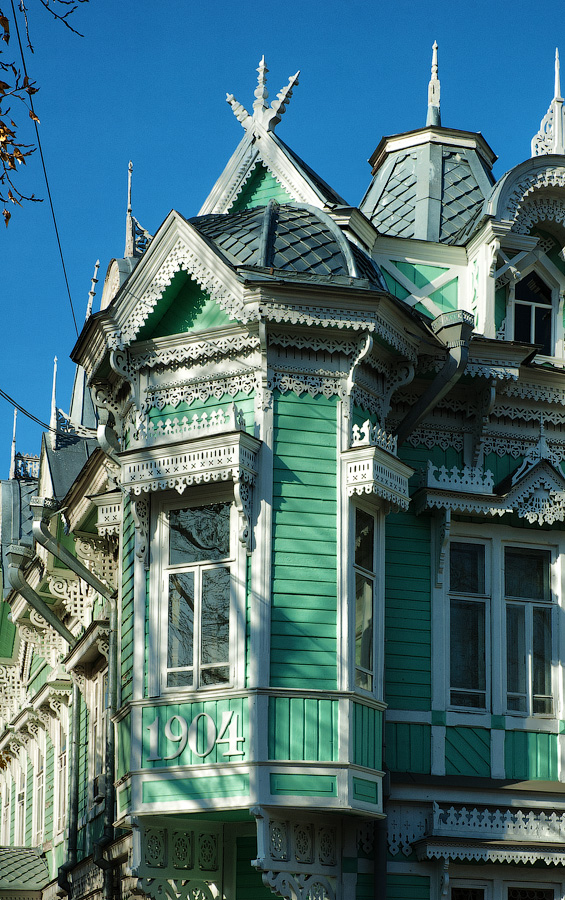
Détail d'angle.

Cette maison de bois repose sur un socle de briques. Elle forme un plan en Г. La construction tridimensionnelle du bâtiment s'enrichit de risalits en saillie dont deux s'apparentent à des oriels par leurs contours à facettes, vérandas, balcons, vestibules, tambours. Particulièrement expressive est la véranda à oriel en baie vitrée, adjacente à l'angle du premier étage. D'un point de vue artistique, l'interprétation des finitions est d'une grande importance : de nombreuses flèches, des frontons carénés, semi-circulaires et triangulaires donnent une expressivité particulière à la silhouette de l'édifice. Grâce à cela, la maison a un certain aspect de « terem », influencé par le style russe d'Ivan Ropet. La sculpture sur bois joue aussi un rôle important dans la conception des façades.